# イオンモール鶴見緑地

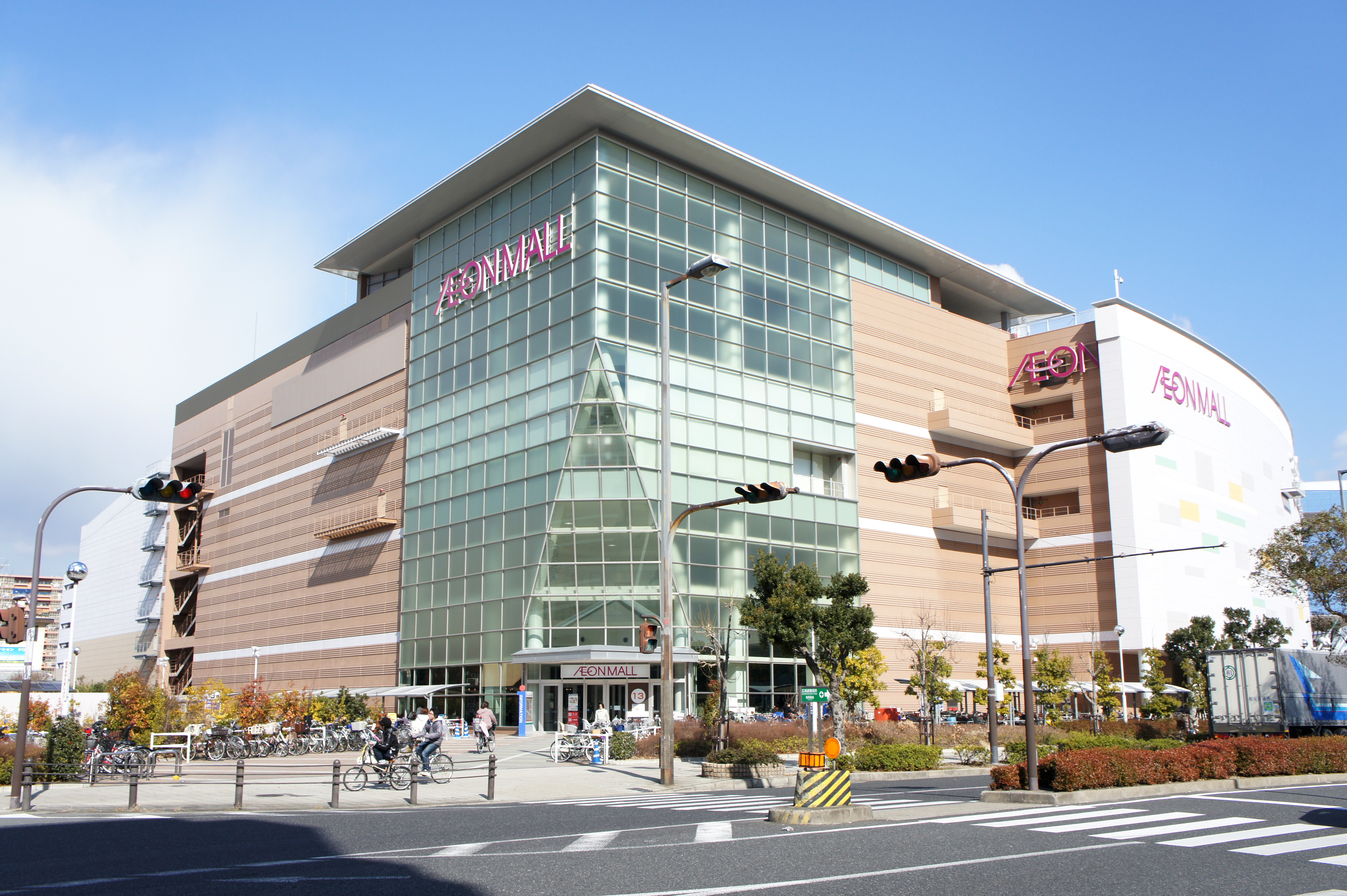
西南方向より

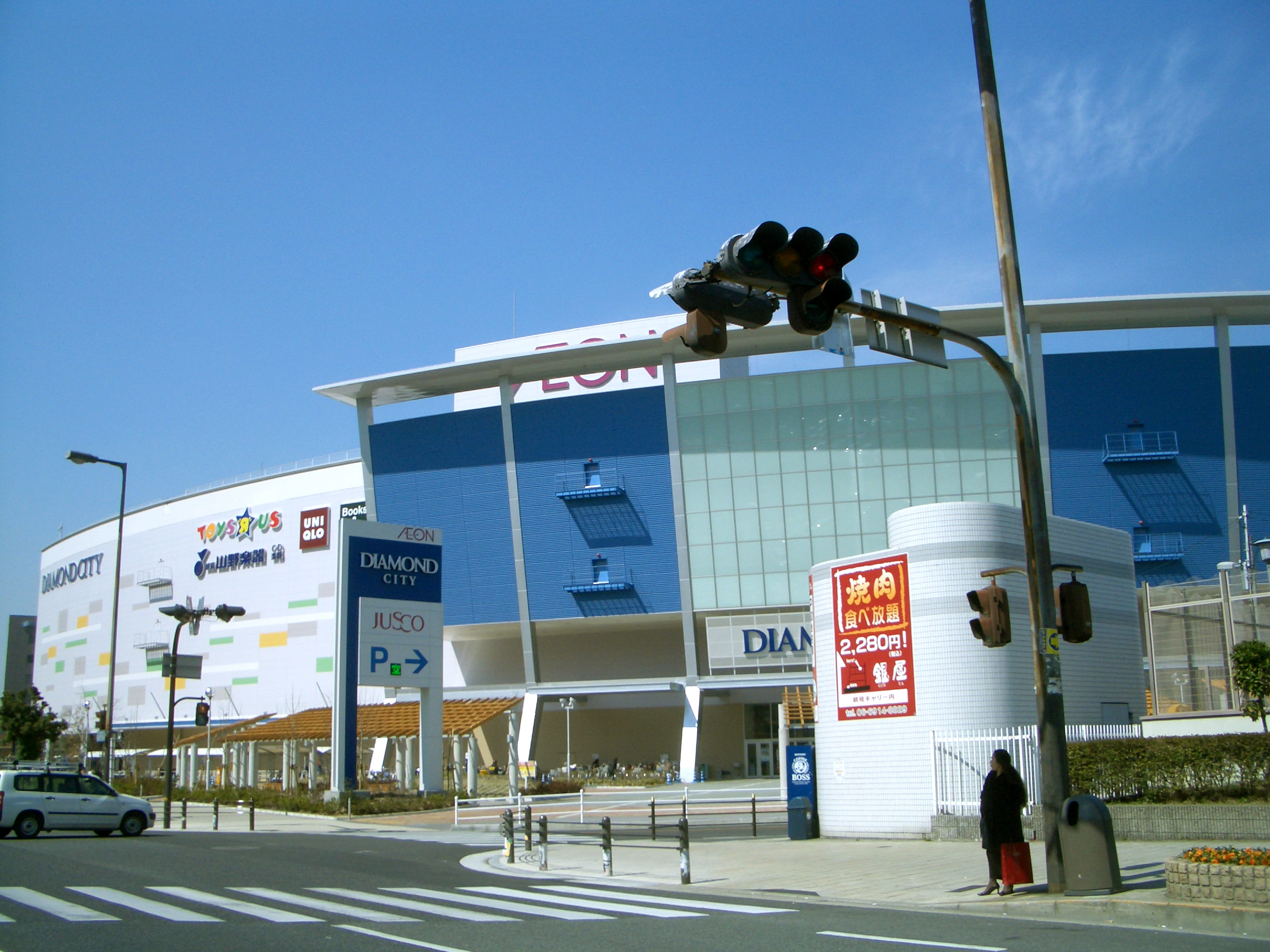
ダイヤモンドシティ・リーファ時代の外観

イオンモール鶴見緑地（イオンモールつるみりょくち）は、大阪府大阪市鶴見区にあるショッピングセンター。

## 概要

### 施設概要
大阪市内初のモール型ショッピングセンターとなった「ダイヤモンドシティ・リーファ」として、2006年（平成18年）11月25日に開業した。
（21日にプレオープン）

## 名称の変遷
「ダイヤモンドシティ鶴見ショッピングセンター」として着工したが、「ダイヤモンドシティ・リーファ」として開業した。
この「ダイヤモンドシティ・リーファ」は、Life style（新しいライフスタイルの提案）、Earth environment（地球環境に優しい）、Amusement（地域でNo.1のアミューズメント）、Feel relax（自然を感じて癒される）、Area（地域の人々が集まるコミュニティーエリア）の頭文字と鶴見緑地を彩る一枚の葉(a leaf)を掛け合わせた造語のリーファ(Leafa)に、運営企業のダイヤモンドシティの名称を合わせたものであった。
その後、当施設は2007年（平成19年）8月21日にダイヤモンドシティがイオンモールに吸収合併されたことに伴って運営母体がイオンモールとなり、イオンモール鶴見リーファと改称された。
2011年（平成23年）から進められたイオンの大型ショッピングセンターの名称の「イオンモール」への統一に伴い、現名称に再改称した。
なお、核店舗の「ジャスコ鶴見店」は、2011年（平成23年）3月1日にイオングループの総合スーパーをイオンに店名統一することに伴って「イオン鶴見店」に改称した。同年10月21日には更に「イオン鶴見緑地店」に改称した。
2025年7月12日にイオンスタイル鶴見緑地に再改称し、リニューアルオープンする。

## 開業までの経緯
当地は椿本チエインの本社工場の跡地で、2004年（平成16年）6月に「ダイヤモンドシティ」が都市基盤整備公団（現・都市再生機構）から落札して用地を取得している。
「ダイヤモンドシティ鶴見ショッピングセンター」として2005年（平成17年）12月1日に着工した。
開業時期は、用地取得直後の段階では2006年（平成18年）12月とされていたものを着工時点では2006年（平成18年）10月1日に前倒したが、実際の開業は2006年（平成18年）11月25日と用地取得直後の目標時期とほぼ同じとなった。
なお、当施設の建設は「ダイヤモンドシティ」や「日本リテールファンド投資法人」が匿名組合を通じて出資して設立した「有限会社コンパニア・フロール」が施工主となって行っている。
竣工後に「日本リテールファンド投資法人」が当施設の信託受益権を約300億円で取得し、信託受託者となった「三菱UFJ信託銀行」と「ダイヤモンドシティ」が15年間の普通借家賃貸借契約を締結して運営をすることになった。

## 主要テナント
開業時点では、「ジャスコ鶴見店（現・イオン鶴見緑地店）」を核店舗、「トイザらス」を準核店舗として約160の専門店が出店していた。
準核店舗の「トイザらス」を4階に配置したほか、約650席のフードコートを設けるなど20代後半から30代にかけての家族連れを中心顧客と想定した店舗構成としている。
専門店テナント全店の一覧・詳細情報は公式サイト「ショップリスト」を、営業時間およびATMを設置する金融機関の詳細は公式サイト「営業時間・サービス案内」を参照。
- イオン
- 無印良品
- ユニクロ
- GU
- ライトオン
- ABC-MART SPORTS
- ムラサキスポーツ
- ASBee
- フライングタイガーコペンハーゲン
- 3COINS+plus
- セリア
- トイザらス／ベビーザらス
- LIBRO
- ヴィレッジヴァンガード
- namco
- モーリーファンタジー
- 山野楽器
- PETEMO
- マクドナルド
- サンマルクカフェ
- スターバックスコーヒー

## 営業時間
- 専門店： 10:00 - 22:00
- レストラン： 10:00 - 23:00
- アミューズメント： 10:00 - 23:00
- イオン鶴見緑地店： 9:00 - 23:00

医療施設、アミューズメント施設など例外あり。

## 周辺施設等

### 道路
- 大阪府道・奈良県道8号大阪生駒線（鶴見通）
- 大阪市高速電気軌道長堀鶴見緑地線 横堤駅・今福鶴見駅
- 国道479号（内環状線）
- 大阪府道159号平野守口線
- 花博通

### 公共施設
- 大阪市鶴見区役所
- 大阪市立鶴見図書館 （大阪市立鶴見区民センター内）
- 花博記念公園鶴見緑地
- 寝屋川

## 交通アクセス
最寄り駅はOsaka Metro長堀鶴見緑地線今福鶴見駅であり、鶴見緑地駅ではない（鶴見緑地駅には『イオンモール鶴見緑地店の最寄駅ではございません』と書かれた貼り紙がある）。
最寄り停留所は、鶴見で、大阪シティバスにより運行されている。
詳細は公式サイト「電車・バスでのアクセス」を参照。